# Mairéad Farrell
Mairéad Farrell (iriska: Máiréad Ní Fhearghail/Mairéad Ní Fhearail), född 3 mars 1957, död 6 mars 1988, var en medlem i Provisoriska IRA (PIRA). Hon dödades på Gibraltar under operation Flavius, en brittisk operation för att förhindra en bombning i Gibraltar.

## Aktiv i IRA
Farrell inledde sin karriär inom PIRA utan att ha några egentliga kopplingar till organisationen förutom att hennes farfar blev fängslad i irländska frihetskriget. När Farrell var arton år gammal träffade hon PIRA-medlemmen Bobby Storey som övertalade henne att gå med. Hon blev gripen den 1 mars 1976 efter att ha placerat en bomb på Conway Hotel. Hon vägrade att erkänna domstolens legitimitet eftersom den var en brittisk institution och hon dömdes till 14 års fängelse. Under dessa år deltog Farrell bland annat i den smutsiga protesten och hon deltog även i den första hungerstrejken 1980.

## Död i Gibraltar
Den 6 mars 1988 dog Mairéad Farrell på Gibraltar då hon, Sean Savage och Daniel McCann blev nedskjutna av Special Air Service (SAS). SAS hävdade att alla tre hade försökt ta upp någonting som de befarade var vapen, vilket var anledningen till att de sköt. I efterhand fann man dock att ingen av de nedskjutna hade burit vapen.